# Literatura em aragonês

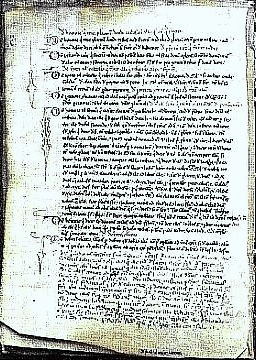
Página do Liber regum.

Literatura em aragonês é o nome que se dá à literatura escrita nessa língua. O aragonês (também chamado de língua navarro-aragonesa em sua etapa medieval) não teve, ao longo de sua história, o prestígio literário que tiveram as outras línguas românicas da Península Ibérica. 

## A literatura em aragonês na Idade Média
As Glosas Emilianenses (século XI) são o primeiro testemunho escrito nas línguas aragonesa e basca. Apesar de isso ser sabido desde seu descobrimento, ainda se escuta com frequência que são castelhanas. Também se diz amiúde que foram escritas no século X, mas na verdade parece que datam de meados do século XI. As características aragonesas desse texto fundamentam-se na análise linguística, que mostra muitos traços aragoneses, tais como: o artigo o, a; a ditonguização duenno, nuestro, sieculo, get (ye); elementos lexicais como a honore, aiutorio, etc. 
A partir do século XI quase todos os documentos aragoneses foram escritos em um latim repleto de traços romances, mas é necessário esperar até a segunda metade do século XIII para que se generalize o emprego do aragonês nos documentos, datados mais tarde que em Castela ou na Occitânia. Do século XIII há muitas obras escritas numa mistura de aragonês e castelhano: Razón feita d'amor, Lo Libre dels Tres Reys d'Orient ou a Bida de Santa María Egipciaca. Conservou-se um resto da épica aragonesa, por exemplo, o Cantar d'a Campana de Uesca, transformadas em prosa dentro de um texto histórico. As obras em prosa mostram melhor o aragonês medieval: os Diez Mandamientos, manual de confissão escrito no mesmo livro que a ‘’Razón feita d'amor’’; as versões romanceadas dos Fueros d'Aragón; os primeiros exemplos de historiografia aragonesa e de textos históricos em aragonês, como o Liber Regum.

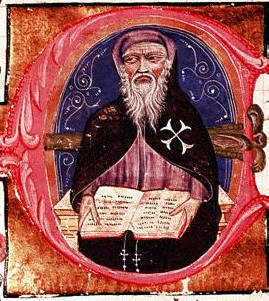
Juan Fernández de Heredia, representado em uma iluminura de sua Grant crónica de España.

No século XIV desponta a personalidade de Johan Ferrández d'Heredia, Gran Mayestre da Orden d'o Espital, que empreendeu um grande tarefa de tradução e compilação de obras para o aragonês na oficina de Avinhão, e esforçou-se para que essa língua se converte-se em uma língua de cultura. Outras pessoas ligadas à monarquia, como Johan de Balbastro ou Johan de Tudela também fizeram traduções ao aragonês com o apoio dos reis. Por exemplo, se traduziu o Zeremonial de Consagrazión y Coronazión d'os reis d'Aragón, a Cronica de San Chuan d'a Peña, o Libro del Trasoro, o Libro de Marabiellas d'o Mundo, etc. Pode-se dizer que a segunda metade do século XIV marcou a etapa de ouro do aragonês medieval.
A partir da ascensão de Fernando I de Trastamara ao trono aragonês, o castelhano foi substituindo pouco a pouco o aragonês como língua de cultura em Aragão, no processo de castelhanização, que culminou na final do século XV. Desse século não se conservaram muitos textos literários em aragonês: um poema de Eximén Aznariz, uma coleção de provérbios chamada Romancea Porverbiorum, e alguns poemas dispersos nos protocolos notariais de toda Aragão.
A partir do século XV se desenvolve uma singularidade da literatura dessa língua: a literatura aljamiada (escrita com grafia árabe), onde o aragonês pôde suportar a influência castelhana até a desaparição dessa forma de escrita em 1610.

## A literatura em aragonês na Idade Moderna
O castelhano é desde 1500 a principal língua de cultura em Aragão: muitos aragoneses destacam-se escrevendo nesse idioma, e no século XVII os irmãos Argensola diziam que iam até Castela para mostrar-lhes o castelhano.

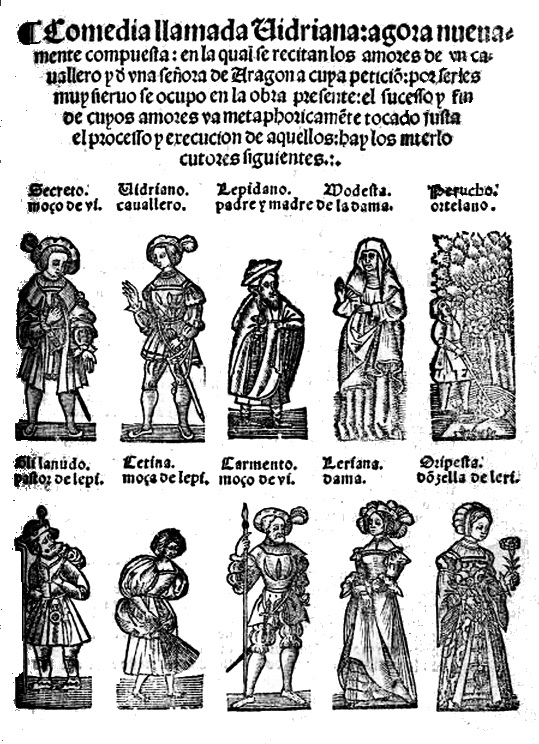
Capa da Comedia Vidriana.

A língua aragonesa, convertida em uma língua familiar e rural, cada dia mais espremida contra os Pirenéus, adotará então uma marca firmemente popular. O século XVI é de obscuridade: não sobra nenhuma coisa escrita em aragonês, exceto da literatura aljamiada. No século XVII aparecerão alguns escritores que se servirão dessa língua popular para caracterizar a personagens rurais ou populares: por exemplo, abadessa de Casbas, Ana Abarca de Bolea, que usará o aragonês de Semontano em alguns poemas dela. Em um concurso literário celebrado em Huesca em 1650 se apresentaram três poemas em aragonês de Matías Pradas, Isabel de Rodas y Fileno, montañés. Dos séculos XVII ou XVIII são os primeiros textos conservados de pastoradas, nos quais o repatán, pastor basto, se expressará freqüentemente em aragonês.

## A literatura em aragonês na Idade Contemporânea.
Os séculos XIX e XX assistirão a certo renascer da literatura aragonesa, se bem que sua condição de idioma minoritário e carente de uma séria referência padrão fará com que os escritores tratem seus temas, amiúde locais, em sua própria variedade dialetal do aragonês. Dessa forma, em 1844 aparece em aragonês de Almudévar o romance Vida de Pedro Saputo, de Braulio Foz. Já no século XX destacam-se: em dialeto do Valle de Hecho, as comédias de costumes de Domingo Miral e a poesia de Veremundo Méndez; em ribagorzano de Graus, os escritos populares de Tonón de Baldomera e os versos de Cleto Torrodellas; em aragonês de Somontano, os relatos de costumes de Pedro Arnal Cavero, bem como o popular romance de Juana Coscujuela, A Lueca, istoria d'una mozeta d'o Semontano. 
Os anos posteriores à ditadura franquista significam uma revitalização da literatura aragonesa, que agora busca um modelo mais padronizado ou supradialetal. Muitos estudos filológicos sobre os diversos falares aragoneses ajudarão a adotar una visão de conjunto do idioma. O ano de 1977 veria a publicação da primeira gramática escrita do aragonês, a cargo de Francho Nagore. Em 1972, Ánchel Conte publica a seleção de poemas No deixez morir a mía boz. Eduardo Vicente de Vera publica Garba y augua(1976) e Do s'amorta l'alba (1977). Anosa depois, cresce o número de autores no que se chamará aragonês literário ou comum (Francho Rodés, Chusé Inazio Nabarro, Miguel Santolaria, Fernando Romanos, Chusé Raul Usón, Carlos Diest, Josep Carles Laínez, Óscar Latas, Roberto Cortés, Ana Giménez, Carmina Paraíso Santolaria,...) em  oposição ao aragonês local ou dialetal, que também continua sendo cultivado em obras como as de Nieus Luzía Dueso ou Quino Villa, em dialeto de Gistaín (ou chistabín, Rosario Ustáriz, Mariví Nicolás ou Pepe Lera no dialeto do Valle do Hecho (ou  cheso), Ricardo Mur, Chusé María Satué e Maximo Palacio em aragonês de Alto Galego, Chuana Coscujuela em somontanês ou as de Chusé María Ferrer, Ana Tena, Toni Collada, Pablo Recio, Elena Chazal ou Carmen Castán en ribagorzano. Assim, crescerá nesses anos o número de prêmios literários que fomentam a credibilidade literária, como o Premio literario Billa de Sietemo ou o Premio de Relatos "Luis del Val".